# HSV (kleurruimte)
HSV, van het Engels: hue, saturation, value, of KVW, Nederlands: kleurtoon, verzadiging, waarde, is een model om kleuren mee te beschrijven. Omdat de beschrijving in drie dimensies gebeurt, spreekt men van een kleurruimte. Dit model wordt ook aangeduid met HSB, voor hue, saturation, brightness, of Nederlands: KVH voor kleurtoon, verzadiging en helderheid.
De HSV-kleurruimte is in 1978 door Alvy Ray Smith ontwikkeld. Het is een niet-lineaire omzetting vanuit de kleurruimte RGB. 'HSV' en 'HSB' zijn twee namen voor ditzelfde model. Andere modellen zijn de genoemde RGB en HSL.

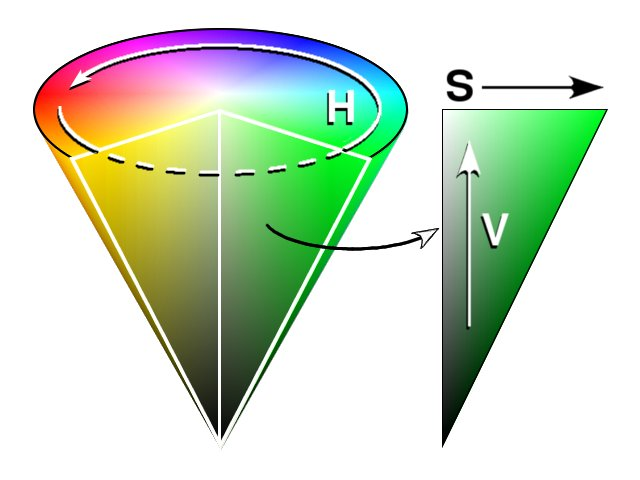
HSV-kleurruimte voorgesteld als een kegel

## Drie dimensies

De verzadigde kleuren hebben in feite niet dezelfde value

De volgende drie componenten, die onafhankelijk van elkaar vastgesteld kunnen worden, bepalen samen de kleur:
- Hue, Nederlands: tint of toon, de kleur

De kleuren of 'volle kleuren' worden in het HSV-model op een cirkel uitgezet en de plaats ervan wordt in graden aangeduid: hue loopt dus van 0 tot 360 graden.
- Saturation, Nederlands: verzadiging, dit geeft de felheid van de tint van een kleur aan.

De verzadiging wordt in procenten gegeven en loopt van 0% flets, grijs naar 100% volle kleur.
- Value of brightness, Nederlands: intensiteit, staat voor de lichtheid van de kleur. In deze component ligt een mogelijk probleem van het model besloten indien voorgesteld als kegel: de kleuren op de bovenste schijf hebben ten opzichte van elkaar niet dezelfde intensiteit. Geel, cyaan en magenta zijn in feite intenser dan rood, groen en blauw.

De intensiteit wordt in procenten gegeven en loopt van 0% zwart naar 100% wit.

## Weergave van het HSV-model
Het HSV-model wordt in de computergraphics gebruikt. De ontwerper kiest eerst de 'volle kleur', de hue uit de kleurcirkel, en kan daarna de andere twee componenten, de saturation en value aangeven. Deze werkwijze sluit gewoonlijk aan bij het ontwerpproces, waarbij de basiskleur bepalend is. Na een dergelijk ontwerpkeuze is de technische omzetting naar RGB-waarden een eenduidige berekening.
Een mogelijk voordeel van HSV boven andere kleurruimten als RGB of CMYK is dat HSV beter de subtractieve kleurmenging beschrijft die wel gezien wordt als nauwer aansluitend bij de menselijke ervaring. RGB en CMYK gaan uit van basiskleuren die in licht gemengd worden. Voor een beeldscherm is dit nuttig, maar mengingen in verf of inkt worden correct door de drie componenten van het HSV-model beschreven. De kleurruimte HSL is in dit opzicht zelfs nog beter.

## Omzetting van RGB naar HSV
Voor deze omzetting geldt het volgende:
- De RGB-kleuren R, G, B hebben elk een waarde 0,0 - 1,0 (niet hexadecimaal 00 - FF)
- {\displaystyle {\text{max}}} en {\displaystyle {\text{min}}} zijn maximum en minimum van deze drie waarden (R, G, B).
- De drie waarden in H, S, V zijn dan als volgt te bepalen:

{\displaystyle {\text{H}}=\left\{{\begin{matrix}\left(0+{\frac {G-B}{{\text{max}}-{\text{min}}}}\right)\times 60,&{\mbox{als }}R={\text{max}}\\\left(2+{\frac {B-R}{{\text{max}}-{\text{min}}}}\right)\times 60,&{\mbox{als }}G={\text{max}}\\\left(4+{\frac {R-G}{{\text{max}}-{\text{min}}}}\right)\times 60,&{\mbox{als }}B={\text{max}}\end{matrix}}\right.}
{\displaystyle {\text{S}}={\frac {{\text{max}}-{\text{min}}}{\text{max}}}}
{\displaystyle {\text{V}}={\text{max}}}
De resulterende waarden zijn H (0,0 - 360,0; of vaker rond = modulo 360), S en V (ieder 0,0 - 1,0).
Bijzondere uitkomsten: 
Als {\displaystyle {\text{max}}={\text{min}}}, dan is S = 0. Dit is een grijskleur, waarin geen tint (H) zichtbaar is. Dit kan dan elke tint zijn zonder effect.
Als {\displaystyle {\text{max}}=0} dan is V = 0. Dit is zwart, en zowel tint als verzadiging hebben geen effect. 'Er is maar één kleur zwart'.

## Omzetting van HSV naar RGB
De omzetting in deze richting verloopt als volgt:
- Een HSV-kleur heeft de waarden {\displaystyle H\in [0,360]}, {\displaystyle S\in [0,1]} en {\displaystyle V\in [0,1]}.
- De RGB-waarden R, G en B zijn dan als volgt te bepalen:

1. Als S = 0: R = G = B = V. Dit is een grijswaarde, H is irrelevant (kan alles zijn, is niet zichtbaar).
2. Als S ≠ 0:

{\displaystyle H_{i}=\left\lfloor {\tfrac {H}{60}}\right\rfloor }
{\displaystyle f={\tfrac {H}{60}}-H_{i}}
{\displaystyle {\begin{array}{rl}p&=V(1-S)\\q&=V(1-fS)\\t&=V\left(1-(1-f)S\right)\\\end{array}}}
En gebruik dan de volgende tabel voor toekenning van RGB-waarden:
| Hi | R | G | B |
| -- | - | - | - |
| 0  | V | t | p |
| 1  | q | V | p |
| 2  | p | V | t |
| 3  | p | q | V |
| 4  | t | p | V |
| 5  | V | p | q |
R, G en B zijn {\displaystyle \in [0,1]}. Dit kan eenvoudig worden omgezet naar 24-bits RGB door elke waarde te vermenigvuldigen met 255.

## Omzetting naar radiogolven
De HSV-kleurruimte heeft geen 1-op-1-vertaling met het warmteniveau zoals dat gemeten kan worden in met radiometrie, en die beschreven wordt in golflengtes en amplitudes. Maar er is wel een indicatieve benadering te geven:
- Hue (tint) is de dominante golflengte;
- Desaturation (non-verzadiging, dat wil zeggen grijsheid) is de spreiding om de dominante golflengte;
- Value (helderheid) is weergave van de amplitude.

primaire kleur · secundaire kleur · tertiaire kleur · complementaire kleur · kleurencirkel · partitieve kleurmenging · kleurcontrast · kleurtemperatuur

kleurcodering · kleurruimte · CIELAB · CMYK · HSL/HLS · HSV/HSB · HTML-kleuren · NCS · Pantone PMS · RAL · RGB · YIQ · YUV · YPbPr